# ABC (미국의 방송사)
ABC(영어: American Broadcasting Company, 아메리칸 브로드캐스팅 컴퍼니)는 미국의 텔레비전, 라디오 방송을 운영하는 방송사이다. 1948년 4월 19일에 텔레비전 방송을 시작하였다. 현재 월트 디즈니 컴퍼니가 소유하고 있으며, 월트 디즈니 텔레비전에 속해있다.

## 역사
1939년 미국연방통신위원회는 NBC의 독점적인 시장지배를 인지하고 NBC의 두 네트워크를 NBC 레드 네트워크와 NBC 블루 네트워크 두 회사로 분리시키기로 결정했다. 1942년 NBC 레드와 NBC 블루는 완전히 다른 회사로 분리되었다. 1944년 NBC 블루는 ABC (American Broadcasting Company)로 사명을 바꾸었고, NBC 레드는 NBC로 불리게 되었다.

## 방송 프로그램

### 뉴스 및 시사교양
- 아메리카 디스 모닝
- 굿 모닝 아메리카
- ABC 월드 뉴스
- 월드 뉴스 나우
- 나이트라인
- 디스 위크
- 20/20

### 드라마
- 론 레인저 (1949-1957)
- 슈가풋 (1957-1961)
- 왜건 트레인 (1962-1965)
- 배트맨 (1966-1968)
- 6백만 달러의 사나이 (1974-1978)
- 더 폴 가이 (1981-1986)
- 맥가이버 (1985-1992)
- 슈퍼맨 어드벤처: 로이스와 클락 (1993-1997)
- 캐슬
- 로스트
- 위기의 주부들
- 굿 닥터
- 지정생존자
- 그레이 아나토미
- V
- 블루문 특급

### 시트콤
- 골드버그 패밀리
- 블랙키쉬
- 아메리칸 하우스와이프
- 쿠거타운
- 모던패밀리

### 스포츠
- 내셔널 풋볼 리그 중계방송
- NBA 중계방송
- WNBA 중계방송
- NCAA 중계방송 일부
- 윔블던 챔피언십 중계방송
- 인디언웰스 마스터스 중계방송
- 오버워치 리그 (OWL) 중계방송

### 게임 쇼
- Celebrity Family Feud
- To Tell the Truth
- The $100,000 Pyramid
- Press Your Luck
- Card Sharks
- Supermarket Sweep
- The Hustler
- Celebrity Wheel of Fortune
- The Chase

### 리얼리티 쇼
- 아메리카 퍼니스트 홈 비디오
- 댄싱 위드 더 스타
- 샤크 탱크
- 아메리칸 아이돌

### 주중 프로그램
- 제너럴 호스피털 (1963년)
- 더 뷰 (The View) (1997년)
- GMA3: What You Need To Know (2018년)
- 지미 키멀 라이브! (2003년)

### 어린이 프로그램
- 잭 한나의 와일드 카운트다운
- 제크 코윈과 함께하는 오션 미스터리
- 리차드 위스와 함께하는 탐험가가 되는 법
- 팀 포크너와 함께하는 아웃백 어드벤처
- 제크 코윈과 함께하는 오션 트렉
- 안지 콜리와 함께하는 오 메이비
- 클레어 토마스와 함께하는 음식 아이디어
- 와일드라이프 닥터
- 레시피 리하브

### 시상식 및 스페셜
- 아메리칸 뮤직 어워드
- 아카데미상
- 컨트리 음악 협회상
- CMA 뮤직 페스티벌
- CMA 컨트리 크리스마스
- 십계
- 사운드 오브 뮤직
- ABC Saturday Movie of the Week
- 토이 스토리 잊혀진 시간
- 올라프의 겨울왕국 어드벤처

## 지역 방송사 목록
(주 이름, 도시 및 권역명 가나다순으로 서술)

(채널번호는 디지털TV의 채널번호로 작성)

(직영국은 호출부호란에 굵게 처리)
| 주               | DMA  | 도시 및 권역                   | 호출부호 | 물리채널 | 가상채널 |
| ---------------- | ---- | ------------------------------ | -------- | -------- | -------- |
| 네바다주         | -    | 라스베이거스                   | KTNV-TV  | 13       | 13.1     |
| 노스캐롤라이나주 | 24   | 롤리-더햄-훼이엣빌             | WTVD-TV  | 11       | 11.1     |
| 뉴욕주           | 1    | 뉴욕                           | WABC-TV  | 7        | 7.1      |
| 뉴햄프셔주       | (7)  | 맨체스터                       | WMUR-TV  | 9        | 9.1      |
| 로드아일랜드주   | 40   | 프로비던스-뉴베드퍼드          | WLNE-TV  | 24       | 6.1      |
| 루이지애나주     | 59   | 뉴올리언스                     | WGNO-TV  | 26       | 26.1     |
| 루이지애나주     | 130  | 레이크찰스                     | KVHP-TV  | 18       | 29.2     |
| 루이지애나주     | 174  | 알렉산드리아                   | KLAX-TV  | 31       | 31.1     |
| 미시간주         | 11   | 디트로이트                     | WXYZ-TV  | 41       | 7.1      |
| 미시간주         | 112  | 랜싱-잭슨                      | WLAJ-TV  | 51       | 53.1     |
| 매사추세츠주     | 7    | 보스턴                         | WCVB-TV  | 20       | 5.1      |
| 미시시피주       | 184  | 그린우드-그린빌                | WABG-TV  | 32       | 6.1      |
| 버몬트주         | 129  | 벌링턴                         | WVNY     | 7        | 22.1     |
| 버지니아주       | 57   | 리치먼드                       | WRIC-TV  | 28       | 8.1      |
| 버지니아주       | 68   | 린치버그                       | WSET-TV  | 7        | 13.1     |
| 버지니아주       | 43   | 포츠머스                       | WVEC-TV  | 11       | 13.1     |
| 워싱턴 D.C.      | 9    | 워싱턴 D.C.                    | WJLA-TV  | 7        | 7.1      |
| 일리노이주       | 117  | 블루밍턴-피리아                | WHOI     | 19       | 19.1     |
| 일리노이주       | 3    | 시카고                         | WLS-TV   | 44       | 7.1      |
| 조지아주         | 8    | 애틀랜타                       | WSB-TV   | 39       | 2.1      |
| 캘리포니아주     | 2    | 로스앤젤레스                   | KABC-TV  | 7        | 7.1      |
| 캘리포니아주     | 6    | 샌프란시스코-오클랜드-새너제이 | KGO-TV   | 7        | 7.1      |
| 캘리포니아주     | 55   | 프레즈노                       | KFSN-TV  | 30       | 30.1     |
| 테네시주         | 24   | 내슈빌                         | WKRN-TV  | 27       | 2.1      |
| 테네시주         | 65   | 녹스빌                         | WATE-TV  | 26       | 6.1      |
| 테네시주         | 161  | 잭슨                           | WBBJ-TV  | 35       | 7.1      |
| 테네시주         | 77   | 채터누가                       | WTVC     | 9        | 9.1      |
| 테네시주         | 47   | 멤피스                         | WPTY-TV  | 25       | 24.1     |
| 텍사스주         | 5    | 달라스-포트워스                | WFAA     | 8        | 8.1      |
| 텍사스주         | 10   | 휴스턴                         | KTRK-TV  | 13       | 13.1     |
| 펜실베이니아주   | 32   | 피츠버그                       | WTAE-TV  | 27       | 4.1      |
| 펜실베이니아주   | 4    | 필라델피아                     | WPVI-TV  | 6        | 6.1      |
| 펜실베이니아주   | 55   | 스크랜턴                       | WNEP-TV  | 26       | 16.1     |
| 플로리다주       | 16   | 세인트 피터스버그-템파         | WFTS-TV  | 29       | 28.1     |
| 플로리다주       | (16) | 새러소타-브레이든턴            | WWSB     | 24       | 40.1     |
| 플로리다주       | 56   | 포트마이어스-케이프코럴        | WZVN-TV  | 28       | 26.1     |
| 플로리다주       | 17   | 마이애미-포트로더데일          | WPLG     | 10       | 10.1     |
| 플로리다주       | 20   | 올랜도-데이토나비치            | WFTV     | 35       | 9.1      |
| 플로리다주       | 37   | 웨스트팜비치-보카러톤          | WPBF     | 16       | 25.1     |
| 플로리다주       | 101  | 게인즈빌                       | WCJB-TV  | 16       | 20.1     |
| 플로리다주       | 53   | 잭슨빌-세인트오거스틴          | WJXX     | 10       | 25.1     |

## 같이 보기
- ABC 뉴스